# Casaletto Vaprio
Casaletto Vaprio es una localidad y comune italiana de la provincia de Cremona, región de Lombardía, con 1.682 habitantes.

## Evolución demográfica
| Gráfica de evolución demográfica de Casaletto Vaprio entre 1861 y 2001 |
|                                                                        |
| Fuente ISTAT - elaboración gráfica de Wikipedia                        |